# Блок 3
Блок 3 је део Градске општине Нови Београд и спада у један од најстаријих блокова изграђених у овој општини. Шездесетих година отпочела је масовна градња Новог Београда, а први су изграђени блокови 1,2,3 и 4.

## Положај
Налази се у склопу првих новобеоградских блокова, окружен блоковима 1,2,4,5 и 34. Правилног је, четвороугаоног облика, окружен улицама Париске комуне, Народних хероја, Студентском и Булеваром Зорана Ђинђића.

## Објекти
У блоку 3 је изграђено 9 стамбених ламела од армираног бетона, чија спратност варира са 5 или 9 спратова, док су у нивоу приземља смештене гараже.  Блок је богат зеленим површинама, дрвећем, стазама за шетњу, а има и дечја игралишта и спортске терене.
Осим стамбених зграда, ту је смештен и вртић „Шећерко“, Основна школа „Иван Гундулић“, Основна школа „Нови Београд“ за децу са сметњама у развоју и инвалидитетом и Факултет за спорт Универзитета „Унион – Никола Тесла“. У оквиру блока, на углу улица Народних хероја и Париске комуне, налази се и ресторан „Мекдоналдс“. У улици народних хероја бр. 30 налази се и ЈКП „Инфостан технологије“. У новој пословној згради у Булевару Зорана Ђинђића смештене су Халкбанка, Лео Барнет – рекламна агенција и друге фирме.
Испред комерцијално-пословне зграде у улици Народних хероја 30, постављена је спомен биста народном хероју Југославије, Виктору Бубњу. 

## Околина
У околини блока се налазе Хала спортова „Ранко Жеравица“, пошта, биоскоп Фонтана, средње школе (Туристичка, Графичка и 9. београдска гимназија), Студентски град.

## Саобраћај
Блок 3 је аутобуским линијама повезан са центром града и осталим градским подручјима. Улицом Париске комуне пролазе аутобуси на линијама 18, 65, 72, 75, 76, 77, 78, 82, као и линија А1 за аеродром „Никола Тесла“. Улицом Народних хероја пролазе линије 65 и 613, а Булеваром Зорана Ђинђића пролазе линије 70, 74, 612, 708.

## Галерија
- Факултет за спорт
- Спомен биста Виктора Бубња
- Вртић "Шећерко"
- Основна школа „Нови Београд“
- OШ "Иван Гундулић"